# ジョージア・ガイドストーン
ジョージア・ガイドストーン（英: Georgia Guidestones）は1980年にアメリカ合衆国ジョージア州エルバート郡に建てられた花崗岩によるモニュメント。8つの言語で書かれたメッセージ「10のガイドライン」で知られ、その内容が神秘論・オカルト論的な憶測を呼んだ。2022年7月6日に何者かの手によって爆破され、4柱のうち1柱が倒壊。安全上の理由で残りは当局によってその日のうちに解体された。

## 位置と外観
モニュメントはエルバート郡の最も高い地点にあり、州都アトランタから東へ約140キロメートル、アセンズから約72キロメートル、郡庁所在地のエルバートン中心部から北へ約14キロメートルに位置した。高さ5.87メートル、花崗岩でできた6枚の厚い石板の合計重量は10万7840キログラムで 、「アメリカのストーンヘンジ」と例えられることもあった。
6枚の厚い石板は1枚が中央に立てられ、4枚がそれを囲む形で並び、その上に1枚がキャップストーンとして置かれていた。これらの配置は天文学的な意味を持つとされる。4枚の石板には「10のガイドライン」が8つの現代語で刻まれていた。また、4つの古代言語文字（アッカド語、古代ギリシャ語、サンスクリット、ヒエログリフ）で短いメッセージがキャップストーンの側面に刻まれていた。モニュメントの西側の少し離れた地表には小型の追加の石板が設置され、ガイドストーンの歴史と目的に関するいくつかの言及が添えられていた。

## 歴史
1979年6月、R.C.クリスチャンと名乗る人物が、石材建築業者のElberton Granite Finishing Company にモニュメントの建造を発注した。この人物の名前は本名ではない。土地は1979年10月にエルバート郡によって購入されたらしいとされるものの、ジョージアマウンテン旅行協会の記載では「Mildred and Wayne Mullenix の農場にある」としている。モニュメントの管理はエルバート郡が行っていた。
1980年3月22日、モニュメントは100人とも400人とも言われる観衆の前で公開された。モニュメントは現地の観光スポットになるとともに批判の対象になった。2008年には「新世界秩序に死を」などのスローガンがウレタン塗料で石の上に書き込まれ、Wired 誌はこの汚損を「ガイドストーンの歴史上、最初の重大な破壊行為」とした。
2022年7月6日、ジョージア・ガイドストーンは何者かの手によって爆破された。4柱のうち1柱が倒壊し、爆弾が時間差で仕掛けられている危険性もあったため、残る3柱も当日のうちに当局の手によって解体された。

## 4つの大石板

### 10のガイドライン
ジョージア・ガイドストーンには、10のガイドライン(あるいは原理)を含むメッセージが刻まれていた。メッセージは8種類の異なる言語で記述され、4つの大石板の両面、計8面のそれぞれに言語ごとに記されている。使用されている言語は、建造物の北側から時計回り順に、英語、スペイン語、スワヒリ語、ヒンディー語、ヘブライ語、アラビア語、中国語、ロシア語である。
日本語訳（英語によるガイドラインより翻訳）
1. 大自然と永遠に共存し、人類は5億人以下を維持する
2. 健康と多様性の改善、再生を賢明に導く
3. 新しい生きた言葉で人類を団結させる
4. 熱情・信仰・伝統・そして万物を、沈着なる理性で統制する
5. 公正な法律と正義の法廷で、人々と国家を保護する
6. 外部との紛争は世界法廷が解決するよう、総ての国家を内部から規定する
7. 狭量な法律や無駄な役人を廃す
8. 社会的義務と個人的権利の平衡をとる
9. 無限の調和を求める真・美・愛を賛える
10. 地球の癌にならない - 自然の為の余地を残すこと - 自然の為の余地を残すこと

（英語版）
1. Maintain humanity under 500,000,000 in perpetual balance with nature.
2. Guide reproduction wisely — improving fitness and diversity.
3. Unite humanity with a living new language.
4. Rule passion — faith — tradition — and all things with tempered reason.
5. Protect people and nations with fair laws and just courts.
6. Let all nations rule internally resolving external disputes in a world court.
7. Avoid petty laws and useless officials.
8. Balance personal rights with social duties.
9. Prize truth — beauty — love — seeking harmony with the infinite.
10. Be not a cancer on the earth — Leave room for nature — Leave room for nature.

## 解説用石板

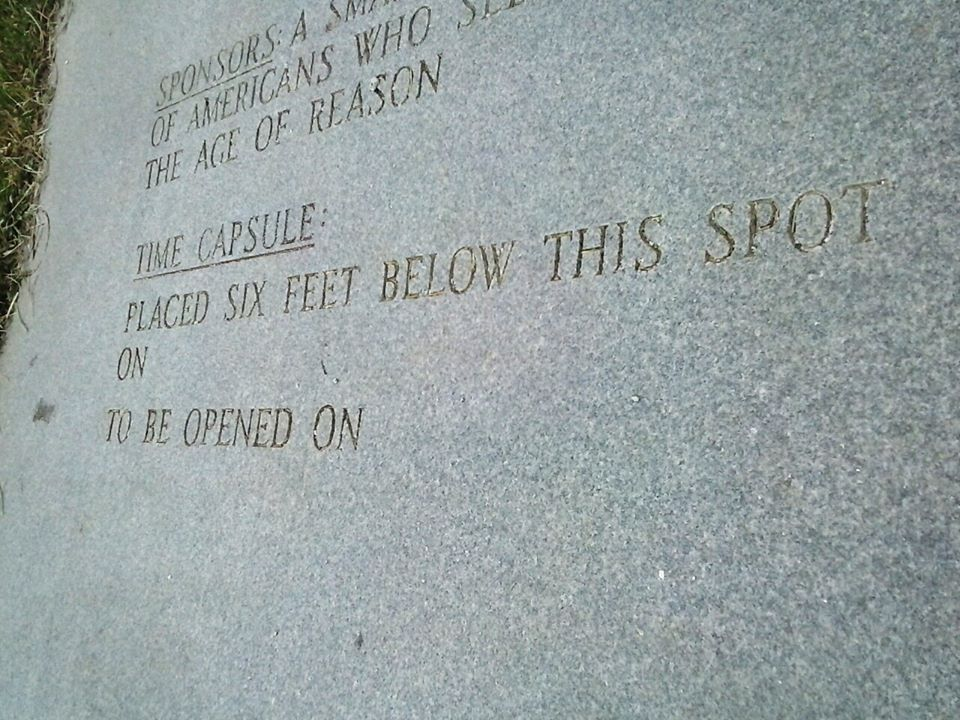
タイムカプセルに関する記載。日付は余白になっている。

モニュメントから西に数フィートの位置に、追加の花崗岩の板が地面の高さに埋め込まれている。石板は正方形で、モニュメントの構造、使用されている言語、石の大きさ、重さと天文学的な特色、建設された日付、プロジェクトのスポンサーに関する様々な事実が列挙されている。また石板の下に埋設されたタイムカプセルについても述べられているが、カプセルの埋設日および開封する日付の部分は、文字が刻まれず余白として残されている。2022年7月に爆破・解体された際には石碑の部分が6フィートの深さまで掘り下げられたが、タイムカプセルの存在は確認されなかった。
正方形の石板は各辺が正しい方角を示し、各辺の中央にはコンパスの方位を表す文字（N、S、E、W）が入った小さな円が彫られている。石板のテキストは北側が上となるように彫刻されている。
以下、石板のテキストを原文（英語）と日本語訳で詳述する。原文は句読点の扱いにやや一貫性がなく、また「pseudonym（＝偽名、仮名、筆名）」の綴りが誤っているが、そのまま転載している。原文で下線が引かれている箇所は太字表記としている。

### 表題
まず、石板の最上部には大きな文字でこう記されている。
| 碑文     | THE GEORGIA GUIDESTONES CENTER CLUSTER ERECTED MARCH 22, 1980 |
| 日本語訳 | ジョージアガイドストーン 1980年3月22日 センタークラスター建立 |

すぐ下、石板の中央上部に正方形の枠が彫られている。枠の内側中央に以下のテキストが記されている。
| 碑文     | LET THESE BE GUIDESTONES TO AN AGE OF REASON |
| 日本語訳 | ここに 理性の時代への ガイドストーン とする  |

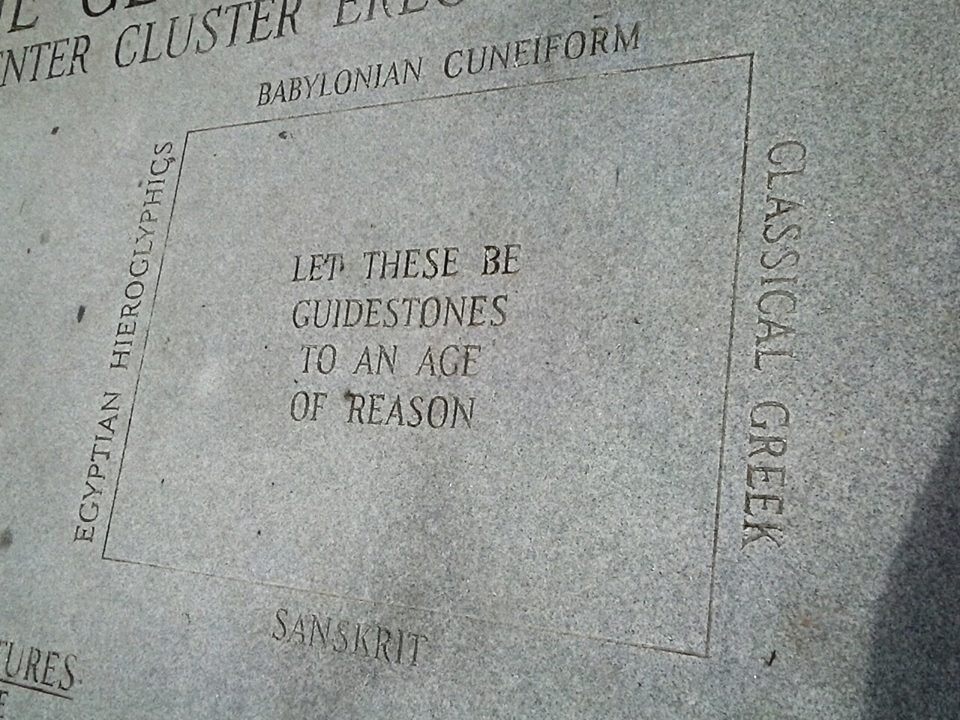
正方形の枠

正方形の枠の周囲には、4つの各辺のそれぞれに古代言語の名称が記されている。
| 碑文     | （上から時計回り順に） BABYLONIAN CUNEIFORM ／ CLASSICAL GREEK ／ SANSKRIT ／ EGYPTIAN HIEROGLYPHICS |
| 日本語訳 | バビロニア語楔形文字 ／ 古代ギリシア語 ／ サンスクリット ／ エジプト語ヒエログリフ                   |

### 天文学的な特徴、その他

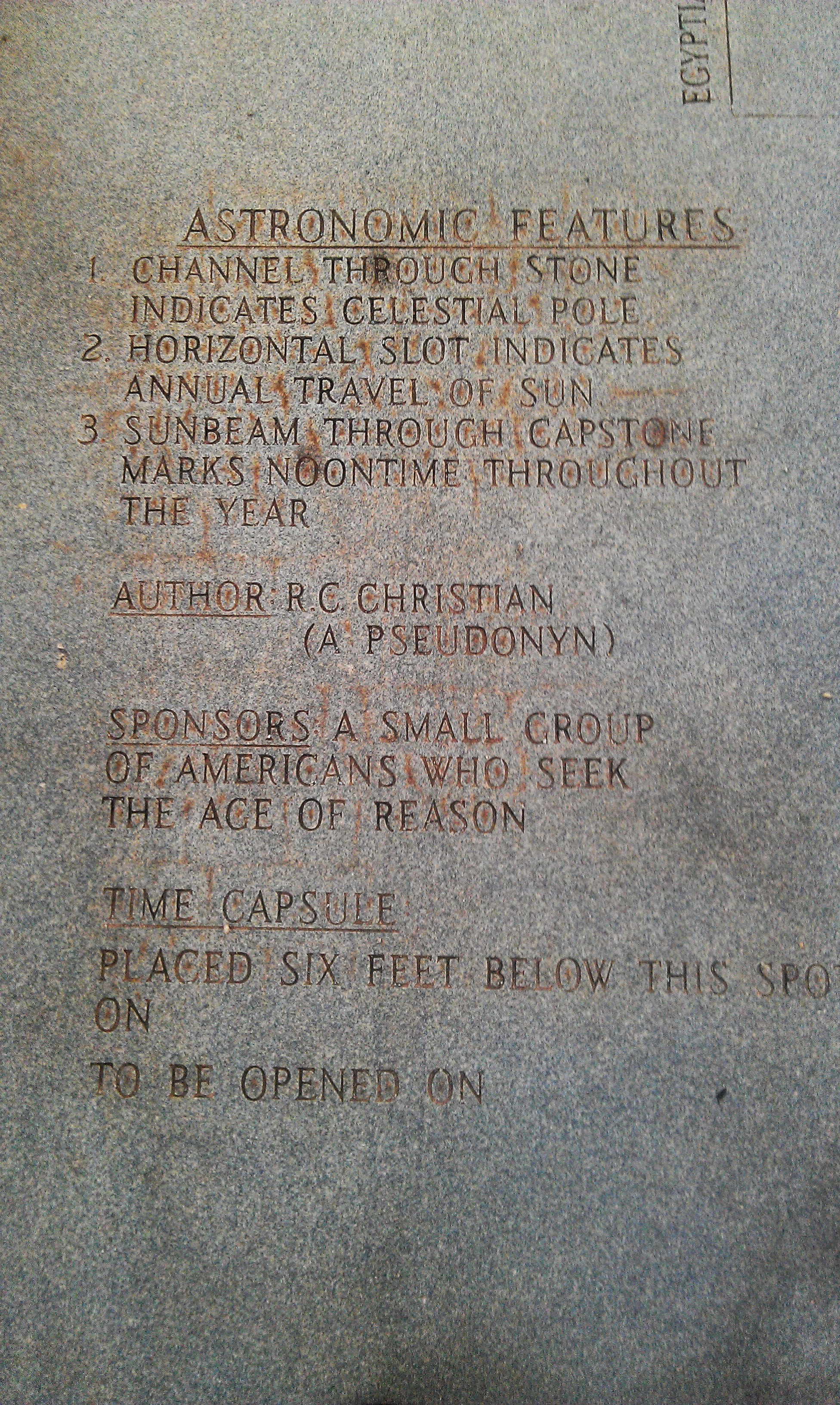
天文学的な特徴、その他

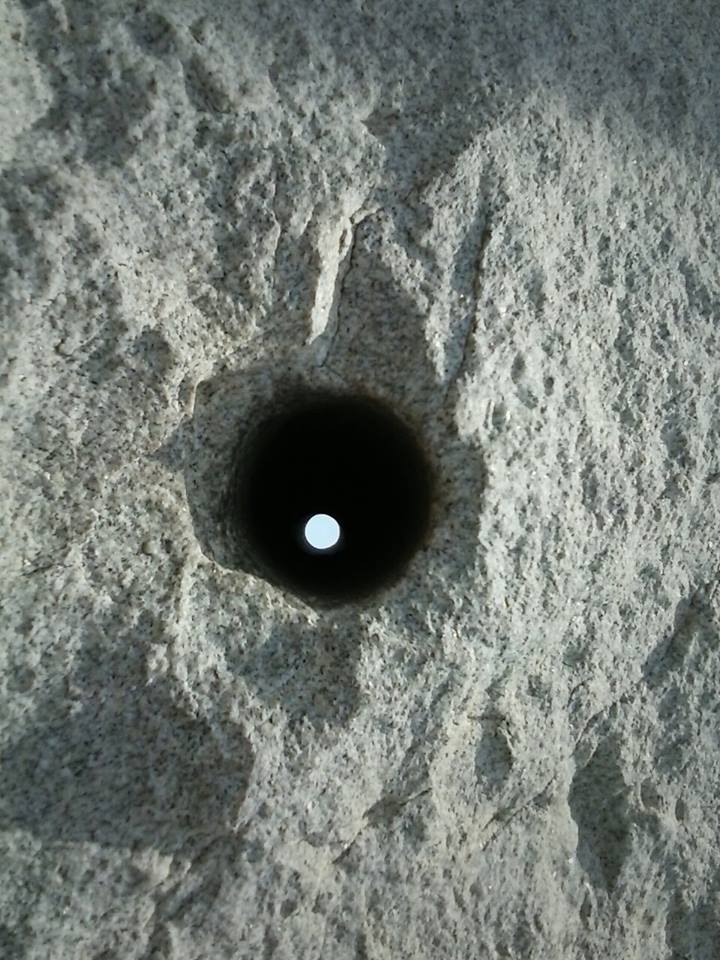
中央の柱を貫通する穴

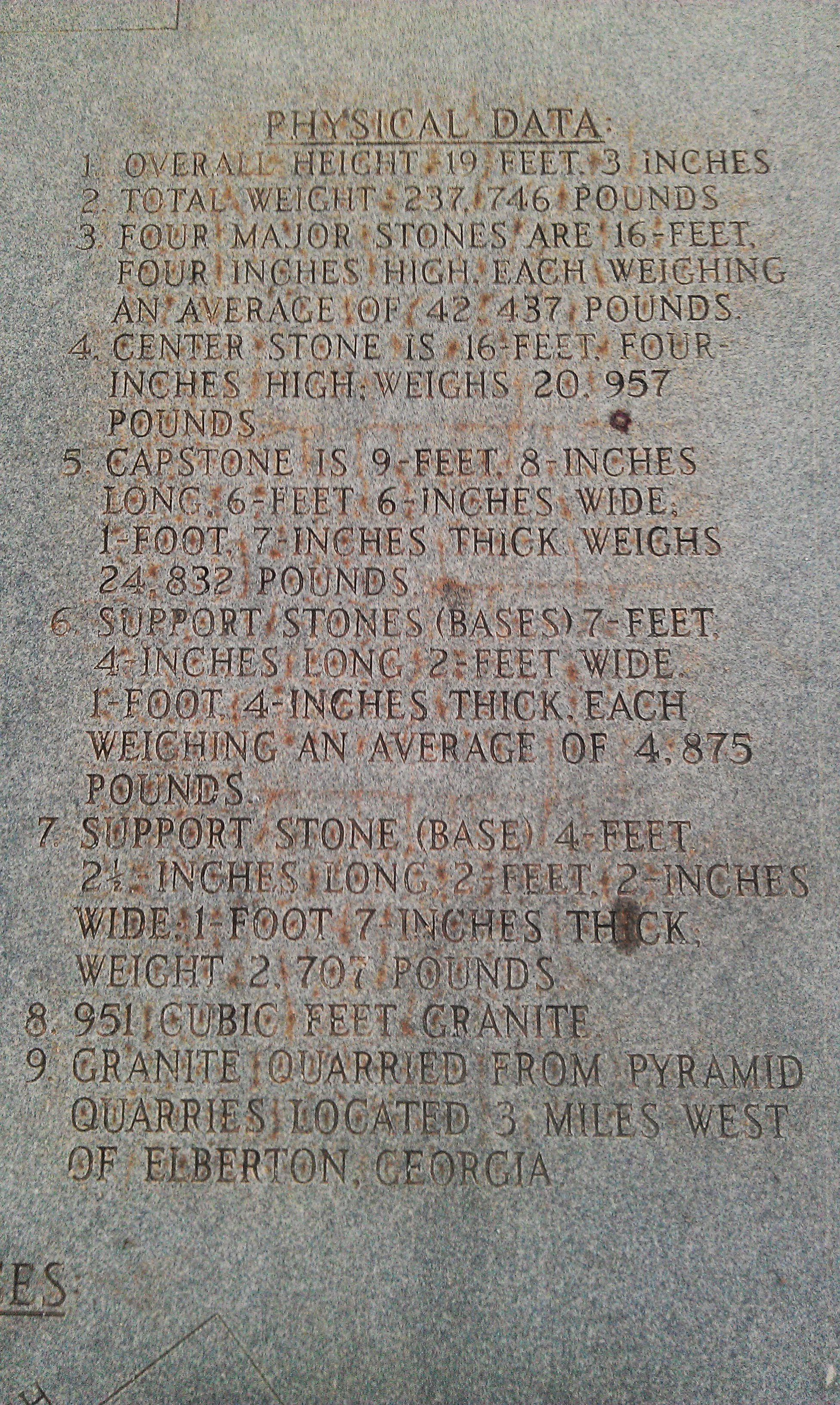
物理的データ

石板の中央左側、正方形の左下には、以下のテキストがある。
| 碑文     | ASTRONOMIC FEATURES 1. CHANNEL THROUGH STONE INDICATES CELESTIAL POLE. 2. HORIZONTAL SLOT INDICATES ANNUAL TRAVEL OF SUN. 3. SUNBEAM THROUGH CAPSTONE MARKS NOONTIME THROUGHOUT THE YEAR AUTHOR:R.C.CHRISTIAN (A PSEUDONYN) 〔ママ〕 SPONSORS:A SMALL GROUP OF AMERICANS WHO SEEK THE AGE OF REASON TIME CAPSULE: PLACED SIX FEET BELOW THIS SPOT ON TO BE OPENED ON |
| 日本語訳 | 天文学的な特徴： 1. 石を通る経路は天の北極を示す 2. 水平スロットは太陽の年間運行を示す 3. キャップストーンを通る太陽光線は 年間を通して正午を示す 作者： R.C. クリスチャン（仮名） スポンサー：アメリカの 理性の時代を求める小グループ タイムカプセル： この地点より６フィート下に に設置 に開かれる                                                                 |

### 物理的データ

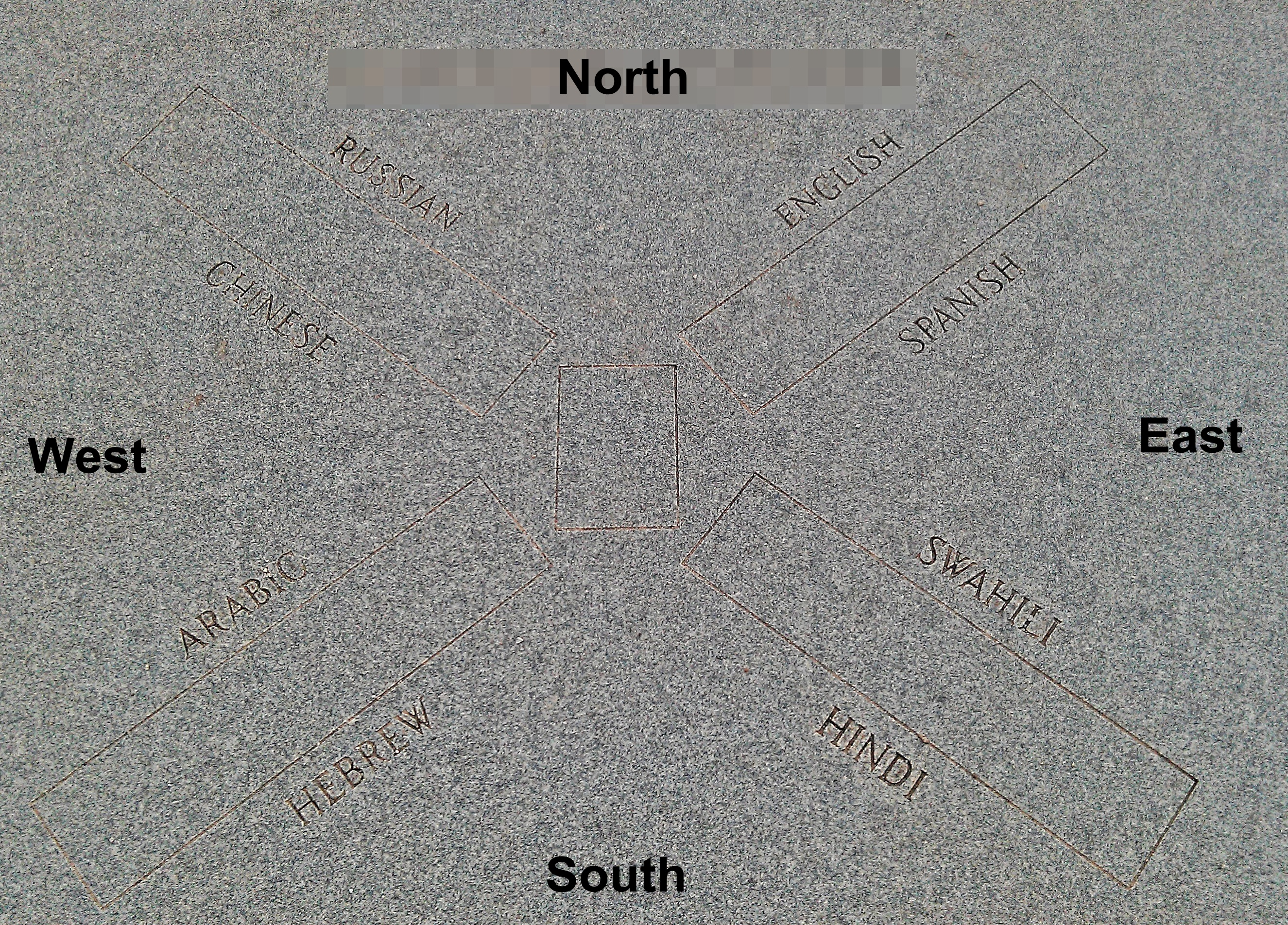
ガイドストーンの言語

石板の中央右側、正方形の右下には以下のテキストがある（日本語訳においてはメートル・キログラム単位に換算した数字を併記）。
| 碑文     | PHYSICAL DATA 1. OVERALL HEIGHT - 19 FEET 3 INCHES. 2. TOTAL WEIGHT - 237,746 POUNDS. 3. FOUR MAJOR STONES ARE 16 FEET, FOUR INCHES HIGH, EACH WEIGHING AN AVERAGE OF 42,437 POUNDS. 4. CENTER STONE IS 16 FEET, FOUR- INCHES HIGH, WEIGHS 20,957 POUNDS. 5. CAPSTONE IS 9-FEET, 8-INCHES LONG, 6-FEET, 6-INCHES WIDE; 1-FOOT, 7-INCHES THICK. WEIGHS 24,832 POUNDS. 6. SUPPORT STONES (BASES) 7-FEET, 4 INCHES LONG 2-FEET WIDE. 1 FOOT, 4-INCHES THICK, EACH WEIGHING AN AVERAGE OF 4,875 POUNDS. 7. SUPPORT STONE (BASE) 4-FEET, 2½ INCHES LONG, 2-FEET, 2-INCHES WIDE, 1-FOOT, 7-INCHES THICK. WEIGHT 2,707 POUNDS. 8. 951 CUBIC FEET GRANITE. 9. GRANITE QUARRIED FROM PYRAMID QUARRIES LOCATED 3 MILES WEST OF ELBERTON, GEORGIA.                                                                                |
| 日本語訳 | 物理的データ 1. 全高 19フィート3インチ (5.87 m) 2. 総重量 237,746ポンド (107,840 kg) 3. 4つの大石の高さ 16フィート4インチ (4.98 m) 平均重量 42,437ポンド (19,249 kg) 4. 中央の石の高さ 16フィート4インチ (4.98 m) 重量 20,957ポンド (9,506 kg) 5. キャップストーンの長さ 9フィート8インチ (2.95 m) 幅 6フィート6インチ (1.98 m) 厚さ 1フート7インチ (0.48 m) 重量 24,832ポンド (11,264 kg) 6. 支持石（基礎）長さ 7フィート4インチ (2.24 m) 幅 2フィート0インチ (0.61 m) 厚さ 1フート4インチ (0.41 m) 平均重量 4,875ポンド (2,211 kg) 7. 支持石（基礎） 長さ 4フィート2.5インチ (1.283 m) 幅 2フィート2インチ (0.66 m) 厚さ 1フート7インチ (0.48 m) 重量 2,707ポンド (1,228 kg) 8. 花崗岩 951立方フィート（26.9立方メートル） 9. 花崗岩はジョージア州 エルバートンの3マイル (4.8 km)西 ピラミッド採石場から切り出された |

### ガイドストーンの言語
2つのテキスト枠の下、石板の中央下部には「GUIDESTONE LANGUAGES」と題された、花崗岩厚石板の配置が記されている。4方向（北東、南東、南西、北西方向）へ突き出した長方形が石板を表し、その2つの長辺に沿ってそれぞれのガイドライン表記で用いられた8つの現代言語の名称が刻まれている。
| 碑文     | （北東方向の長方形の上辺から時計回り順） ENGLISH ／ SPANISH ／ SWAHILI ／ HINDI ／HEBREW ／ ARABIC ／ CHINESE ／ RUSSIAN |
| 日本語訳 | 英語 ／ スペイン語 ／ スワヒリ語 ／ ヒンディー語 ／ヘブライ語 ／ アラビア語 ／ 中国語 ／ ロシア語                        |

### フッター
石板の最下部には以下のテキストが記される。
| 碑文     | ADDITIONAL INFORMATION AVAILABLE AT ELBERTON GRANITE MUSEUM & EXHIBIT COLLEGE AVENUE ELBERTON, GEORGIA |
| 日本語訳 | さらなる情報はエルバートン花崗岩ミュージアムへ ジョージア州 エルバートン カレッジアベニュー            |

## 天文学的な仕様
中心の円柱には一方の側から反対側へ抜ける穴があり、北極星の方向を見通すことができた。同じ柱には細い横長のスロット穴が開けられ、太陽の冬至・夏至、春分・秋分と同調するよう作られていた。キャップストーンにある8分の7インチの開口部は毎日正午に太陽光線を通し、中央の石を照らすことで日付を示す。

## 社会の反応
Wired.com は、不特定の敵が10のガイドラインに対して「反キリスト的十戒」のレッテル貼りを行っていると主張、オノ・ヨーコらは「合理的思考への感動的な用命」としてガイドラインを賞賛した。
ガイドストーンは陰謀論者の関心の対象になっている。活動家マーク・ダイスは、R.C.クリスチャンは新世界秩序に関連する「ルシファー信仰の秘密結社」に所属し、ガイドストーンは深い悪魔崇拝に由来すると主張 、「ガイドストーンは百万の破片に打ち砕き、建設事業に使われねばならない」と要求している。ある地方教会牧師は、モニュメントが除幕されたとき「太陽崇拝者、カルト崇拝者、悪魔崇拝者のために」作られたものと確信したと表明した。またモニュメントの建設を依頼したのは薔薇十字団だと示唆する意見もある。
広く合意を得ている解釈としては、荒廃した文明を再構築するために必要な基本概念について説明したものだという説がある。ブラッド·メルツァーは、石碑が冷戦さなかの1979年に建設されたことから、その意図は第三次世界大戦の生存者へのメッセージである可能性を指摘した。モニュメントに刻まれた「人口を5億人以下に維持する」という提案は、人類がすでにこの数以下に減少したという前提で記されたのかもしれない、とする。
従って、現在文明を築いている人類が滅亡した後の世界に向けた、”文明再建のためのレシピ”だと主張する論者が多くいる。

## 関連文献
- Raymond Wiley (2011). The Georgia Guidestones: America's Most Mysterious Monument. ディスインフォメーション・カンパニー. ISBN 978-1-934708-68-2